# The New Toy
The New Toy (Le nouveau jouet) è un film del 2022, diretto da James Huth. È il remake di un film del 1976 di Francis Veber, Professione... giocattolo (Le Jouet).

## Trama
Alexandre è figlio di Philippe Étienne, magnate a capo di un grande impero finanziario. Sami sbarca a fatica il lunario con lavori improvvisati, e vive in un quartiere popolare parigino con Alice, la compagna incinta. Nel quartiere, dove pressoché tutti lavorano per una filiale del gruppo Étienne, si moltiplicano le manifestazioni contro il tycoon, che vuole chiuderla. Avendo intanto perso l'ultimo lavoro occasionale, Sami ne cerca uno nuovo, venendo assunto come addetto alla sicurezza nei grandi magazzini di Étienne. Quando Alexandre, rimasto orfano della madre un anno prima, si reca nel centro commerciale per scegliere il regalo del suo undicesimo compleanno, notata la goffaggine di Sami, lo fa impacchettare tra lo stupore generale.
Sami, dopo un moto di ribellione, scopre che il suo nuovo "impiego" come giocattolo è molto remunerativo, e accetta. Intrattabile e scontroso, il bambino lo usa per soddisfare tutti i suoi capricci, obbligandolo a divertirlo nelle sue stanze lussuose. Pur irritato, Sami si sottomette, scoprendo che nel piccolo alberga un grande vuoto affettivo, mentre il padre, pur miliardario, soffre per l'amore che non sa trasmettere al figlio. Piano piano Alexandre si apre con Sami, i due giocano insieme su un albero dove il piccolo è solito rifugiarsi, il loro rapporto sostituisce quello con il padre assente.
Il "giocattolo" suggerisce al magnate che per avere l'amore del figlio dovrebbe lasciarsi andare maggiormente, comunicargli di più il suo affetto, anziché essere sempre ingessato e inespressivo. Étienne abbozza qualche cambiamento, ma dopo un'esuberanza di Sami lo caccia via. Alexandre scappa di casa per raggiungerlo, venendo introdotto nella vita del quartiere popolare in cui abita. Quando Alexandre viene rintracciato e portato via, l'intero quartiere scopre che Sami lavorava per l'acerrimo nemico. Scaricato dagli amici e anche dalla compagna, Sami sparisce. Nel frattempo, convinto dal figlio, il tycoon accetta di salvare l'azienda a rischio chiusura e, tra il tripudio generale, Alice si indigna che tutti abbiano dimenticato Sami, dal momento che chiunque di loro, per uno stipendio anche molto più basso, avrebbe accettato un lavoro umiliante per Étienne.
Padre e figlio stanno partendo definitivamente per il Giappone, ma quando il ragazzo si mostra dispiaciuto per la sparizione di Sami, che perderà la nascita della figlia, Philippe dà ordine che lo si cerchi. Rintracciato sull'albero, l'amico corre all'ospedale da Alice, con cui si riconcilia e con cui saluta la neonata Sophie, mentre gli Étienne, caduto il muro affettivo, restano in Francia.

## Distribuzione
Il film è uscito nelle sale francesi il 19 ottobre 2022, mentre nelle sale italiane è uscito il 1º novembre 2023.

## Accoglienza
Alla sua uscita nei cinema transalpini, il mondo dei media ha accolto nel complesso molto positivamente la pellicola. Per la redazione della rete televisiva CNews, «benché abbia tratti della commedia sociale, con la rappresentazione della lotta di classe, Le Nouveau Jouet è innanzitutto un bel divertissement che parla di paternità, del rapporto con i figli e d'amore [...]».
Secondo FranceInfo Culture «l'operazione è riuscita. Pur rispettando lo spirito del film di Francis Veber, James Huth propone il contrasto tra un ricchissimo imprenditore e un modesto abitante franco-marocchino della banlieue, adattandosi così alla nuova epoca».
Per Le Journal du dimanche, «trascinata dalla regia cartoonesca di James Huth, questa commedia familiare (un po' lunga) fa scontrare la società "alta" e quella "bassa",  mostrando i difetti dell'una e dell'altra con lo stesso umorismo goliardico e spinta da una sempre giocosa ironia».